# Сельское поселение «Деревня Подборки»
Сельское поселение «Деревня Подборки» — муниципальное образование в Козельском районе Калужской области.
Административный центр — деревня Подборки.

## Населённые пункты
В состав сельского поселения входят 13 населённых пунктов:
- сёла: Озерское.
- деревни: Подборки, Запрудное, Калинино, Красная Дубрава, Куровское, Нелюбовка, Петрищенки, Пятовка, Родная Слободка, Рождествено, Романовское.
- хутора: Ратный.

## Население
| 2010  | 2012  | 2013  | 2014  | 2015  | 2016  | 2017  |
| ----- | ----- | ----- | ----- | ----- | ----- | ----- |
| 1347  | ↘1334 | ↘1312 | ↘1301 | ↘1291 | ↘1284 | ↘1278 |
| 2018  | 2019  | 2020  | 2021  |       |       |       |
| ↗1280 | ↘1276 | ↘1269 | ↗1377 |       |       |       |